# 웨스턴 오리건 대학교
웨스턴 오리건 대학교(Western Oregon University, WOU)는 미국 오리건주 먼머스에 위치한 공립 대학이다. 1856년에 크리스천 교회 (제자회)의 선구자들에 의해 "Monmouth University"라는 교명으로 처음 설립되었다. 이후 Oregon State Normal School, Oregon College of Education, Western Oregon State College에 이어 현재의 교명 "웨스턴 오리건 대학교"에 이르게 된다. 등록 학생 수는 약 3,750명이다.